# Conferência Episcopal Espanhola
A Conferência Episcopal Espanhola (em castelhano:  Conferencia Episcopal Española) (CEE) é a conferência episcopal dos bispos da Igreja Católica na Espanha e, portanto, serve como a principal assembleia dos prelados cristãos neste país.
A CEE também abrange Andorra: as suas sete paróquias estão sob os cuidados da Diocese de Urgell, cujo bispo é co-príncipe de Andorra.

## História
Antes da celebração do Concílio Vaticano II (1962-1965), as conferências episcopais tinham o seu precedente nas assembleias episcopais já existentes em alguns países. Muitos deles tiveram o antecedente da celebração de sínodos ou concílios provinciais que remontam a vários séculos.
Na Espanha, durante o século XIX e início do século XX, algumas ações coletivas dos bispos foram realizadas. Isso levaria à criação do Concílio ou Conferência Metropolitana. O primeiro encontro foi realizado em Madrid em 1921, sendo presidido pelo Cardeal Enrique Almaraz Santos, arcebispo de Toledo e Primaz da Espanha. Os arcebispos metropolitanos realizaram uma série de reuniões, reguladas pelo regulamento do seu Concílio, aprovado pela Santa Sé em 1929.
Durante a Segunda República Espanhola, as reuniões eram realizadas duas vezes por ano. A eclosão da guerra civil impediu a sua celebração até maio de 1939 e durante o pós-guerra até 1946. Em 1955, os estatutos do Secretariado do Episcopado Espanhol foram aprovados e posteriormente surgiram várias comissões e secretariados episcopais. A última reunião do Concílio de Metropolitanos foi realizada em 30 de janeiro de 1965.
Em 30 de abril do mesmo ano, meses antes do encerramento do Concílio Vaticano II, realizou-se em Madri uma reunião presidida pelo cardeal Enrique Plá y Deniel, arcebispo de Toledo, cujo objetivo era estudar um primeiro esboço do Estatuto para a criação da Conferência Episcopal, que foi finalizado em novembro. Isso respondeu ao processo iminente de institucionalização das assembleias de bispos de outros países.
De 26 de fevereiro a 4 de março de 1966, a primeira Assembleia Plenária da Conferência Episcopal Espanhola foi realizada na Casa de Exercícios de El Pinar de Chamartín (Madrid). Este era formado por setenta bispos, presididos pelo cardeal Plá y Deniel. No dia 27 de fevereiro foram aprovados os primeiros estatutos, que foram ratificados pelo Papa Paulo VI ad quinquenium (por cinco anos). No dia seguinte, o cardeal arcebispo de Santiago de Compostela, Fernando Quiroga y Palacios, foi eleito primeiro presidente. Em 1 de março, foi realizada a cerimônia oficial de constituição.
A Conferência Episcopal Espanhola foi constituída por rescrito da Sagrada Congregação Consistorial, protocolo nº 1.047/64, de 3 de outubro de 1966. Goza de personalidade jurídica pública eclesiástica e civil em virtude do Acordo sobre Assuntos Jurídicos, de 3 de janeiro de 1979, entre a Santa Sé e o Estado espanhol.
Em 5 de fevereiro de 1977, os estatutos receberam o reconhecimento definitivo por decreto da Congregação para os Bispos. A LI Assembleia Plenária aprovou em novembro de 1989 a modificação de alguns artigos, confirmada pela Congregação para os Bispos por decreto de 5 de fevereiro de 1991. A última renovação foi aprovada pela XCII Assembleia Plenária da Conferência Episcopal Espanhola (24-28 de novembro de 2008), e confirmado por decreto da Congregação para os Bispos de 19 de dezembro do mesmo ano.

## Presidentes, Vice-Presidentes e Secretários
|                  | Nome                                | Período     | Notas                                   |
| Presidentes      | Presidentes                         | Presidentes | Presidentes                             |
| ---------------- | ----------------------------------- | ----------- | --------------------------------------- |
| 12º              | Luis Javier Argüello García         | 2024-       | Arcebispo de Valladolid                 |
| 11º              | Juan José Cardeal Omella Omella     | 2020-2024   | Arcebispo de Barcelona                  |
| 10º              | Ricardo Cardeal Blázquez Pérez      | 2014-2020   | Arcebispo de Valladolid                 |
| 9º               | Antonio María Cardeal Rouco Varela  | 2008-2014   | Arcebispo de Madrid                     |
| 8º               | Ricardo Blázquez Pérez              | 2005-2008   | Bispo de Bilbao                         |
| 7º               | Antonio María Cardeal Rouco Varela  | 1999-2005   | Arcebispo de Madrid                     |
| 6º               | Elías Yanes Álvarez                 | 1993-1999   | Arcebispo de Saragoça                   |
| 5º               | Ángel Cardeal Suquía Goicoechea     | 1987-1993   | Arcebispo de Madrid                     |
| 4º               | Gabino Díaz Merchán                 | 1981-1987   | Arcebispo de Oviedo                     |
| 3º               | Vicente Enrique Cardeal y Tarancón  | 1971-1981   | Arcebispo de Madrid                     |
| 2º               | Casimiro Morcillo González          | 1969-1971   | Arcebispo de Madrid                     |
| 1º               | Fernando Cardeal Quiroga y Palacios | 1966-1969   | Arcebispo de Santiago de Compostela     |
| Vice-Presidentes |                                     |             |                                         |
| 15º              | José Cardeal Cobo Cano              | 2024-       | Arcebispo de Madrid                     |
| 14º              | Carlos Cardeal Osoro Sierra         | 2020-2024   | Arcebispo de Madrid                     |
| 13º              | Antonio Cardeal Cañizares Llovera   | 2017-2020   | Arcebispo de Valência                   |
| 12º              | Carlos Cardeal Osoro Sierra         | 2014-2017   | Arcebispo de Madrid                     |
| 11º              | Ricardo Blázquez Pérez              | 2008-2014   | Bispo de Bilbao/Arcebispo de Valladolid |
| 10º              | Antonio Cardeal Cañizares Llovera   | 2005-2008   | Arcebispo de Toledo                     |
| 9º               | Fernando Sebastián Aguilar          | 2002-2005   | Arcebispo de Pamplona y Tudela          |
| 8º               | Ricard Maria Carles Cardeal i Gordó | 1999-2002   | Arcebispo de Barcelona                  |
| 7º               | Fernando Sebastián Aguilar          | 1993-1999   | Arcebispo de Pamplona y Tudela          |
| 6º               | Elías Yanes Álvarez                 | 1987-1993   | Arcebispo de Saragoça                   |
| 5º               | José Delicado Baeza                 | 1981-1987   | Arcebispo de Valladolid                 |
| 4º               | José María Cirarda Lachiondo        | 1978-1981   | Arcebispo de Pamplona                   |
| 3º               | José María Cardeal Bueno y Monreal  | 1972-1978   | Arcebispo de Sevilha                    |
| 2º               | Vicente Cardeal Enrique y Tarancón  | 1969-1972   | Arcebispo de Toledo/Arcebispo de Madrid |
| 1º               | Casimiro Morcillo González          | 1966-1969   | Arcebispo de Madrid-Alcala              |
| Secretários      |                                     |             |                                         |
| 11º              | Francisco César García Magán        | 2022-atual  | Bispo auxiliar de Toledo                |
| 10º              | Luis Javier Argüello García         | 2018-2022   | Bispo auxiliar/Arcebispo de Valladolid  |
| 9º               | José María Gil Tamayo               | 2013-2018   | Presbítero de Mérida-Badajoz            |
| 8º               | Juan Antonio Martínez Camino, S.J.  | 2003-2013   | Bispo auxiliar de Madrid                |
| 7º               | Juan José Asenjo Pelegrina          | 1998-2003   | Bispo auxiliar de Toledo                |
| 6º               | José Sánchez González               | 1993-1998   | Bispo de Sigüenza-Guadalajara           |
| 5º               | Agustín García-Gasco y Vicente      | 1988-1993   | Bispo auxiliar de Madrid-Alcala         |
| 4º               | Fernando Sebastián Aguilar          | 1982-1988   | Bispo de León                           |
| 3º               | Jesus Iribarren Rodríguez           | 1977-1982   | Presbítero de Vitória                   |
| 2º               | Elias Yanes Alvarez                 | 1972-1977   | Bispo auxiliar de Oviedo                |
| 1º               | José Guerra Campos                  | 1966-1972   | Bispo auxiliar de Madrid-Alcala         |